# Caroline Barbey-Boissier
Caroline Barbey-Boissier (nació Caroline Butini Boissier) (4 de agosto de 1847 - 18 de enero de 1918 ) (adoptó el Barbey de su esposo, el naturalista William Barbey-Boissier, 1842 - 1914 ) fue una botánica suiza, registrado en el Índice Internacional de Nombres de las Plantas  (IPNI), como descubridora de nuevas especies para la ciencia. Era hija del botánico Pierre Edmond Boissier ( 1810-1885).

## Algunas publicaciones

### Libros
- caroline Barbey-Boissier, william Barbey. 1882. Herborisations au Levant : Ègypte, Syrie et Méditerranée. Ed. G. Bridel. 183 pp.
- Caroline Barbey-Boissier, Augustin Filon. 1902. La comtesse Agénor de Gasparin Valérie Boissier et sa famille: Correspondance et souvenirs 1813-1894. Ed. Plon-Nourrit & Cie.

## Honores
- Miembro de la Sociedad vaudoisa de Ciencias naturales[2]

- La abreviatura «Barb.-Boiss.» se emplea para indicar a Caroline Barbey-Boissier como autoridad en la descripción y clasificación científica de los vegetales.[3]